# Monti Helan
I monti Helan, noti più comunemente con il vecchio nome di monti Alashan, sono una catena montuosa desertica e isolata che costituisce il confine tra la lega dell'Alxa (Mongolia Interna) e il Ningxia. Corrono da nord a sud parallelamente al fiume Giallo, che scorre verso nord nella regione dell'altopiano dell'Ordos. Il fiume scorre prevalentemente a est delle montagne, ma nel settore settentrionale esso le attraversa senza formare una gola particolarmente imponente e scorre lungo il loro margine occidentale. Nel settore occidentale delle montagne il paesaggio è costituito da un deserto molto arido, mentre in quello orientale l'area è ben irrigata e vi sorgono le città di Yinchuan e Shizuishan.
La catena montuosa si estende da nord a sud per circa 200 km, è larga da 15 a 20 km e ha un'altitudine media di 2000 m (nell'area il fiume Giallo scorre a circa 1100 m di altitudine). La vetta più alta raggiunge i 3556 m.

## Un'emergente industria vinicola

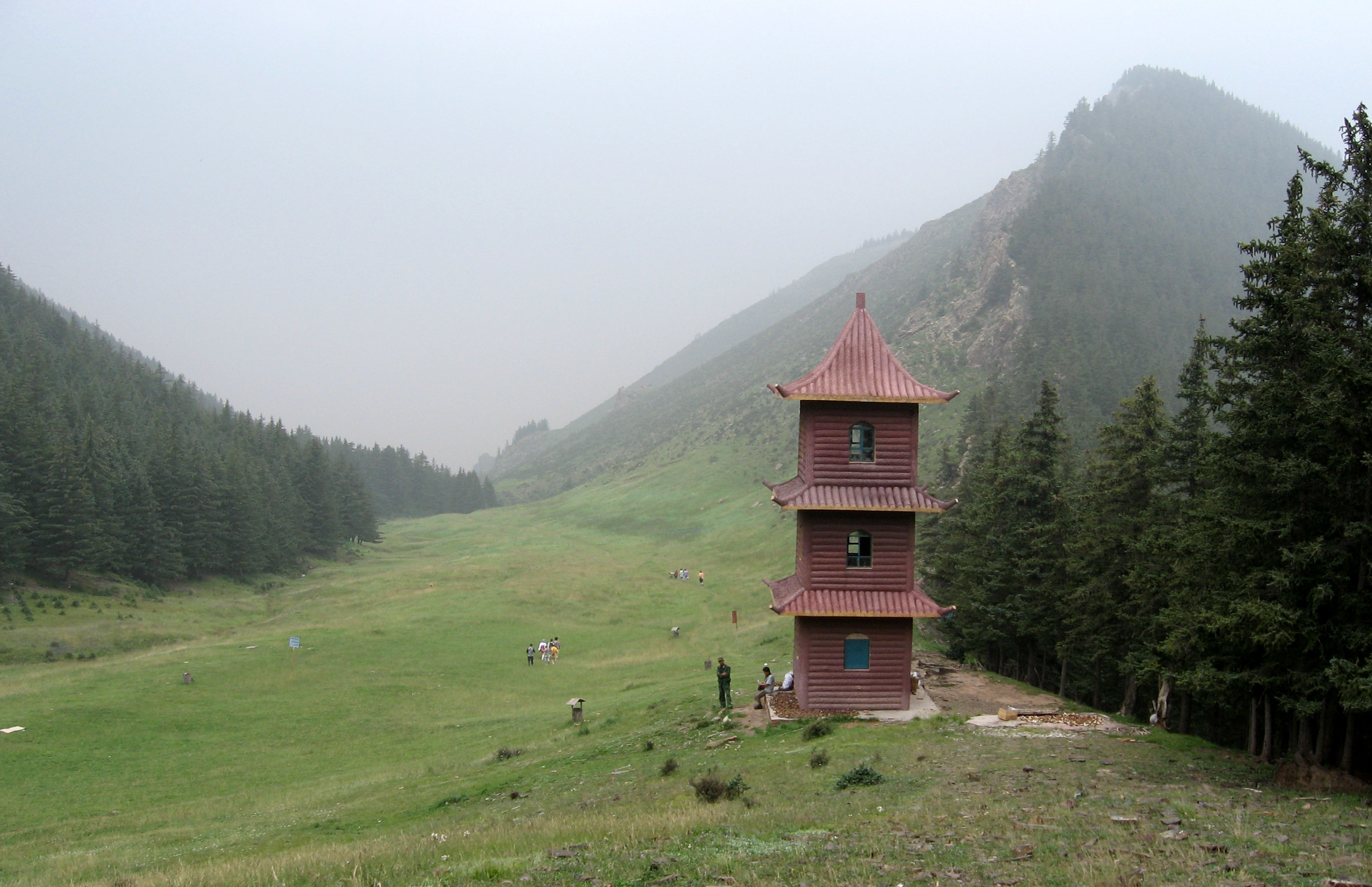
Le zone superiori sono coperte da boschi e prati.

Data la crescente popolarità dei vini del Ningxia, le autorità cinesi hanno approvato un imponente piano per lo sviluppo vinicolo delle colline pedemontane degli Helan orientali. Alcune grandi compagnie vinicole cinesi, tra le quali Changyu e Dynasty Wine hanno iniziato a svilupparsi nella regione occidentale della provincia. Assieme sono attualmente proprietarie di 20.000 acri di vigneti e Dynasty ha acquistato nel Ningxia terreni per 100 milioni di yuan. Inoltre, l'importante compagnia petrolifera Sinopec ha piantato un vigneto nei pressi dei monti Helan. Anche l'azienda di elettrodomestici Midea ha iniziato a interessarsi all'industria vinicola del Ningxia.